# サンパウロ電力
サンパウロ電力（Companhia Energética de São Paulo）はブラジル・サンパウロに本社を置く電力会社である。発電容量は7.455,30メガワットでブラジルで3番目に大きい。6つの水力発電所を保有している。
株式はサンパウロ証券取引所に上場している。